# Marianne du Toit

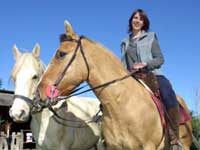
Marianna du Toit z końmi Mise i Tusa

Marianna du Toit (ur. 1970) – południowoafrykańska podróżniczka i fotograf, druga osoba w historii, która przebyła konno trasę z Argentyny do Nowego Jorku. Dokonała tego w ciągu 21 miesięcy.

## Życiorys
Po ukończeniu w 1992 roku Uniwersytetu Stellenbosch, uzyskując dyplom licencjata w dziedzinie nauk politycznych i psychologii, spędziła trzy lata na podróżach rowerowych po Europie, aż w końcu osiedliła się w Dublinie, gdzie zamieszkała.
Zainspirowana szwajcarskim podróżnikiem Aimé Féliksem Tschiffelym, który w latach 1925–1928 podróżował z Buenos Aires do Waszyngtonu z dwoma końmi rasy Criollo, Marianne postanowiła pójść w jego ślady. Zadecydowała wykorzystać podróż, aby zebrać fundusze na wsparcie ośrodków hipoterapii w Irlandii.

Pamiętam, gdy miałam 17 lat, czytałam te artykuły o niezależnych, odważnych kobietach, które odbyły te niesamowite podróże. Tam zawsze było coś głęboko we mnie, co mnie pociągało do tego typu rzeczy. Ja po prostu uwielbiałam adrenalinę i emocje.

Du Toit nie mówiła po hiszpańsku i niewiele wiedziała o koniach i jeździe konnej, ale w maju 2002 roku wyruszyła z Irlandii do Ameryki Południowej, gdzie jej dwa konie rasy Criollo (Mise i Tusa), zostały zakupione. Ich nazwy oznaczają, odpowiednio, „Ja” i „Ty” w języku irlandzkim. Po sześciu miesiącach Tusa zaczęła podczas podróży cierpieć na niedokrwistość i trzeba ją było uśpić. Du Toit musiała liczyć się z widmem porażki; jednak, pomimo wielu innych trudności zakończyła podróż w paradzie na cześć świętego Patryka, która w 2004 roku przeszła ulicami Nowego Jorku. Opis swojej podróży zawarła w swojej książce Crying with Cockroaches.
Du Toit wspiera Dublin Society for Prevention of Cruelty to Animals (towarzystwo ochrony praw zwierząt w Dublinie). Ratuje ona bezpańskie psy z dublińskich ulic. Du Toit nagłaśnia sprawy związane z przemysłem foie gras, przemysłową hodowlą zwierząt, testami na zwierzętach, handlem futrami i wykorzystywaniem zwierząt w cyrku.